# AnnaGrace
Az AnnaGrace korábbi nevén Ian Van Dahl 2008-ban jött létre Annemie Coenen és Peter Luts közreműködésével.

## Történet
Az Ian Van Dahl feloszlása után alakul meg az AnnaGrace project ez egyben Annemie szólókarrierjét is jelenti.

Az első dal "You Make Me Feel" 2008 júniusában jelenik meg Belgiumban és az Egyesült Államokban egyaránt.

A dalt szép sikereket ér el Európa szerte.

2009 májusában adják ki a "Let the Feelings Go" remélve hogy olyan sikeres lesz mint az előző dal nem tévedtek mert felül múlja azt.

Még 2009-ben megjelenik  "Love Keeps Calling" ez a dal is tarol a slágerlistákon.

2010-ben jelenik meg az első AnnaGrace album Ready to Dare ezzel párhuzamosan a 4-dik dal is a "Celebration".

Mint ahogyan a Ian Van Dahl sem volt az utolsó években sikeres úgy ez elmondható az AnnaGrace formációról is, 2010-től 2013-ig érdemben nem tudtak olyan zenét megjelentetni amely  sikereket hozott volna.

Folynak a munkálatok a 2-dik albumnál de az eddig megjelent dalok nem tükrözik az első album sikereit.

## Albumok
| Megjelenés | Album         | Helyezés | Helyezés | Helyezés | Helyezés | Helyezés |
| Megjelenés | Album         | BEL      | UK       | DEN      | FIN      | US Dance |
| ---------- | ------------- | -------- | -------- | -------- | -------- | -------- |
| 2002       | Ace           | 41       | 7        | 40       | 10       | 16       |
| 2004       | Lost & Found  | 29       | —        | —        | —        | 13       |
| 2010       | Ready to Dare | 15       | —        | —        | —        | —        |
| 2013       | TBA           | -        | –        | –        | –        | -        |

## Maxik
| Megjelenés | Dal                     | Helyezés | Helyezés | Helyezés | Helyezés | Helyezés | Helyezés | Helyezés | Helyezés | Album             |
| Megjelenés | Dal                     | BEL (Vl) | UK       | IRE      | DEN      | GER      | NED      | FIN      | SPA      | Album             |
| ---------- | ----------------------- | -------- | -------- | -------- | -------- | -------- | -------- | -------- | -------- | ----------------- |
| 2001       | "Castles in the Sky"    | 35       | 3        | 13       | 18       | 43       | 28       | —        | 13       | Ace               |
| 2001       | "Will I?"               | 14       | 5        | 12       | 10       | 48       | 51       | 17       | 14       | Ace               |
| 2002       | "Reason"                | 31       | 8        | 18       | 17       | 51       | 75       | —        | 14       | Ace               |
| 2002       | "Try"                   | 36       | 15       | —        | 18       | —        | —        | 20       | 8        | Ace               |
| 2003       | "Secret Love"           | —        | —        | —        | —        | —        | —        | —        | —        | Ace               |
| 2003       | "I Can't Let You Go"    | 22       | 20       | 35       | —        | 72       | —        | —        | —        | Lost & Found      |
| 2004       | "Where Are You Now?"    | 23       | —        | —        | —        | —        | —        | 24       | —        | Lost & Found      |
| 2004       | "Believe"               | –        | 27       | 40       | —        | —        | —        | —        | —        | Lost & Found      |
| 2004       | "Inspiration"           | 23       | 83       | —        | 11       | —        | —        | —        | —        | Lost & Found      |
| 2005       | "Movin' On"             | 24       | —        | —        | —        | —        | 36       | 7        | —        | non-album singles |
| 2006       | "Just a Girl"           | 35       | —        | —        | —        | —        | —        | 9        | —        | non-album singles |
| 2008       | "You Make Me Feel"      | 35       | —        | —        | —        | —        | —        | —        | —        | Ready To Dare     |
| 2009       | "Let the Feelings Go"   | 5        | —        | —        | —        | —        | 26       | —        | —        | Ready To Dare     |
| 2009       | "Love Keeps Calling"    | 23       | —        | —        | —        | —        | 15       | —        | —        | Ready To Dare     |
| 2010       | "Celebration"           | 21       | —        | —        | —        | —        | 85       | —        | —        | Ready To Dare     |
| 2010       | "Don't Let Go"          | 26       | —        | —        | —        | —        | —        | —        | —        | Ready To Dare     |
| 2012       | "Ready To Fall In Love" | 7        | —        | —        | —        | —        | —        | —        | —        | TBA               |
| 2012       | "Alive"                 | 86       | —        | —        | —        | —        | —        | —        | —        | TBA               |
| 2013       | "Girls Like Dancing"    | 26       | —        | —        | —        | —        | —        | —        | —        | TBA               |